# اوار
شهر اوار (به پرتغالی: Ovar) در اوار در کشور پرتغال واقع شده‌است. جمعیت این شهر ۱۸٬۹۰۰ نفر  است. در تاریخ ۲۸ ژوئن ۱۹۸۴ به عنوان شهر شناخته شد.